# اس‌ام یو-۴ (آلمان)
اس‌ام یو-۴ (آلمان) (به انگلیسی: SM U-4 (Germany)) یک زیردریایی بود که طول آن ۵۱٫۲۸ متر (۱۶۸ فوت ۳ اینچ) بود. این زیردریایی در سال ۱۹۰۹ ساخته شد.